# Hideki Kaji
Hideki Kaji (japanska: 加地秀基?, Kaji Hideki, som artistnamn カジ ヒデキ), född 8 maj 1967 i Futtsu, Japan, är en japansk musiker och radiopratare. Han har spelat in en skiva i Sverige på berömda Tambourine Studios, och har en erkänd fetisch[källa behövs] för Sverige och de övriga skandinaviska länderna. Bland låttitlarna återfinns pärlor som My favourite tofflor, Suddenly Sibylla och Ramlosa.
Under inspelningen av en video i Kroksbäck i Malmö den 4 april 2009 blev Hideki Kaji, för inspelningen utklädd som en ananas, nerslagen och hans team blev av med dyr utrustning.